# Hall County (Georgia)
Hall County is een county in de Amerikaanse staat Georgia.
De county heeft een landoppervlakte van 1.020 km² en telt 139.277 inwoners (volkstelling 2000). De hoofdplaats is Gainesville.

## Bevolkingsontwikkeling

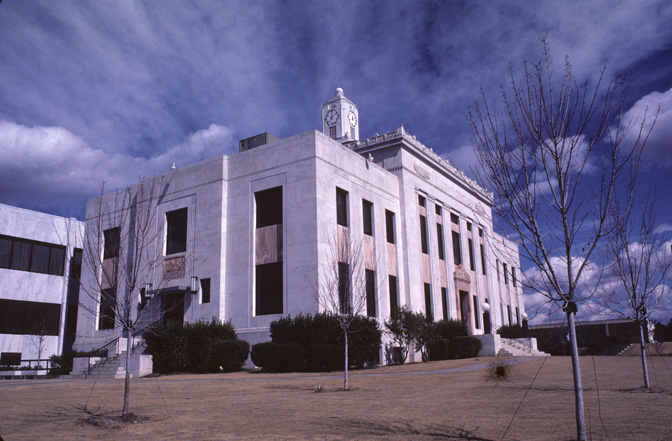
Hall County Courthouse